# F10xシリーズ
F10xは、タミヤよりリリースされた電動ラジコンフォーミュラカーのシャーシ名称である。

## 概要
折からのF1ブーム到来によって、ラジコンカーの分野でもF1モデルの登場が望まれており、旧態依然としていた旧F1モデルに代わり登場した、ダイレクトドライブ方式のオンロードカーモデルである。
基本となった「ロードウィザードF-1」から現在の「F103」まで、改良はされているものの、基本構成自体に大きな変更のない、息の長いシリーズである。

## シリーズ概要
- ロードウィザードF-1
旧来のF1モデルの駆動方式はそのままに、「ポルシェ956 レーシングマスターMk.5」からフィードバックしたフロントキングピンコイルスプリング式、リアはピッチング制御用オイルダンパーを組み込んだ3P式リジッドサスを装備。旧モデルに較べ格段に路面追従性が向上した。
当時の事情に合わせ、巻線抵抗式変速器を同梱。ボディは当時の標準的フォルムのオリジナルデザインだが、ステッカーはオリジナルに加えロータス風、ウィリアムズ風の3種類が同梱されていた。

- ロータス・ホンダ99T／ウィリアムズFW-11Bホンダ
F1ブームに合わせ、当時の人気車をモデルアップ。シャーシはロードウィザードをベースに、メインシャーシ中央をFRP板2枚重ねで強化。リアサスペンションのしなりポイントを明確にし、オイルダンパーを大容量化。
併せてダイレクトドライブ方式の軽快感を活かすよう、タミヤ初のESC（当時の呼称はFETアンプ）専用モデルとされた。

### F101系
- F101
ロータス／ウィリアムズ系シャーシをベースに、リアサスペンションのしなるポイントをTバーとして独立させてロール方向の制御を改善し、さらにフロント周りの剛性を向上させたフルモデルチェンジ仕様。この構成が、以降のF1シャーシの基本構成となる。
  - Cカーシャーシ
グループCカーのモデルアップ用として、ABS樹脂製バスタブフレームにF101系の足回り、駆動系を組み合わせたシャーシ。ディテールの実感は高かったものの、ダイレクトドライブ方式のモデルとしては車重が重めという欠点もあった。
2005年8月と2006年3月に完成ボディを同梱して限定再生産がされている。2009年3月にも限定生産されている。

### F102系
- F102
F101シャーシの重量配分をリア寄りにしてトラクションを改善し、メインシャーシを細くして敏捷性をアップしたモデル。多くのパーツはF101と共通である。
また、このモデルからカーボン製メインシャーシがオプションとして用意されるようになった。登場当時はF1ブームの最盛期でもあり、数多くのボディパーツが販売されている。

### F103系
- F103
従来モデルからフルモデルチェンジしたモデル。車体は横幅をスリムに押さえ、リアサスペンションは旧来の3Pサス+ピッチング制御用ダンパーに加え、ロール制御を担うフリクションプレートを新たに追加。
2008年現在、タミヤF1モデルの決定版として数々の派生モデルも含めロングセラーとなっている。
  - F103L
日本メーカーの参戦により当時にわかに盛り上がりを見せていたインディーカー用にアレンジ。F103シャーシをベースに、メインシャーシを延ばしてロングホイールベース化。併せてアッパーデッキもフロントサス部まで延ばしてある。
  - F103RS
F103をベースに、駆動系の軽量化をしたファインチューンモデル。
  - F103RX
F103RSをベースに、さらに足回り関係のオプション（車高調整ギアボックス、リンク式フロントサスなど）を追加したモデル。
  - F103LM
ル・マンモデル用にアレンジ。中央部に大きく幅を取ったメインシャーシが特徴。
  - F103LM TRFスペシャルシャーシキット
F103LMをベースに、カーボンシャーシ、チタンドライブシャフトを筆頭にフルオプション装備をしたモデル。
  - F103GT
F103RXをベースに、ツーリングカーボディ・タイヤを使用できるようアレンジしたモデル。通常の4WDツーリングカーモデルとは異なる軽快な操縦性が売り。採用車種は「ADVAN クラージュ LC70 無限」[1]、「日産・GT-R LM NISMO」[2]
  - F103RM
2008年3月に発売されたモデル。F103RXをベースに、フロントサス及びアップライトをノーマルとし、現代のメカ・バッテリーに合わせてパーツをマイナーチェンジしている。
  - F103 15thアニバーサリーシャーシキット
誕生15周年を記念して発売された限定車。カーボンダブルデッキシャーシやカーボン強化サスアームに加え、新設計のアルミパーツを多数盛り込んでいる。

### F104系
- F104
最新F1の外観を再現するためにメカレイアウトを見直したモデル。
絞り込まれたサイドポットを再現するため、バッテリーを進行方向と平行に設置している。
  - F104PRO
カーボン製メインシャーシをはじめ、多数のオプションパーツを採用。
ボディはオリジナルデザイン。
  - F104W
「ロータス タイプ79」「ウルフ・WR1」といった70年代のF1の外観を再現するため、フロントサス部をF103用のフロントサスアームに換装。